# رودريغو رودريغوس ريبيرو
رودريغو رودريغوس ريبيرو (18 يوليو 1978 في البرازيل - ) هو لاعب كرة قدم برازيلي في مركز الدفاع. لعب مع أولمبياكوس نيقوسيا ونيا سلاميس فاماغوستا ودوكسا كاتوكوبياس ‏ ونادي بايرنسيه وFC Jeunesse Canach ‏ ونادي فيزيلا وUnion 05 Kayl-Tétange ‏ وAssociação Desportiva Cabofriense ‏ وAssociação Desportiva Guarujá ‏ ونادي بورتيمونينسي.

## وصلات خارجية
- رودريغو رودريغوس ريبيرو على موقع Soccerway.com (الإنجليزية)